# خرمال أنيق
خرمال أنيق (الاسم العلمي: Diospyros elegans) هو نوع من النباتات يتبع جنس الخرمال من الفصيلة الأبنوسية.